# Conte di Lichfield

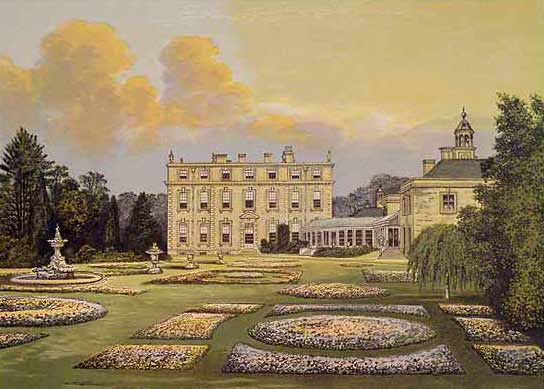
Ditchley House, sede della famiglia Lee.

Conte di Lichfield è un titolo nobiliare che è stato creato per tre volte nella storia britannica.

## Storia
Lord Bernard Stewart, figlio più giovane di Esmé Stewart, I duca di Lennox, venne creato conte di Lichfield da Carlo I per i suoi successi nella Battaglia di Newbury ed in quella di Naseby ma morì prima che la nomina venisse ufficializzata. Charles Stewart, nipote di Bernard e figlio di George, che sarà ucciso nella Battaglia di Edgehill, venne creato conte di Lichfield nel dicembre 1645, subito dopo la Battaglia di Rowton Heath. Il cugino di Charles, che aveva il titolo di Duca di Richmond e Conte di Lennox ereditato dal figlio maggiore James del Duca di Lennox, morì all'età di undici anni nel 1660 lasciando il titolo a Charles. Egli sposò Frances Teresa Stuart, la celebre e bella ex amante di Carlo II. Caduto in disgrazia nei confronti del re, Charles fu inviato in esilio in Danimarca come ambasciatore, dove egli annegò il 12 dicembre  1672. Tutti i suoi titoli nobiliari, sia inglesi che scozzesi, vennero così ad estinguersi.
La seconda creazione avvenne nel 1674 quando Carlo II creò Sir Edward Lee, V baronetto di Quarendon, Baron Spelsbury, Viscount Quarendon e Earl of Lichfield. Egli sposò Charlotte Fitzroy, la figlia illegittima del re e di Barbara Villiers nel 1677. Gli succedette il suo terzo figlio, il maggiore che gli sopravvisse, George Henry Lee, che divenne così il II Conte. Egli costruì la casa di famiglia a Ditchley nell'Oxfordshire. Alla sua morte il titolo passò a suo figlio George Henry Lee, il III Conte. Egli rappresentò l'Oxfordshire nella  House of Commons e fu Captain of the Honourable Band of Gentlemen Pensioners dal 1762 al 1772. Egli morì senza figli e gli succedette lo zio, che divenne il IV Conte. Anch'egli morì senza figli e pertanto tutti i suoi titoli si estinsero.
La terza creazione avvenne nel 1831 in favore di Thomas Anson, II visconte Anson. La famiglia Anson discendeva da George Anson, membro del Parlamento per Lichfield dal 1770 al 1789. George Adams, nacque da Sambrooke Adams e Janette Anson, sorella del famoso comandante navale George Anson, I barone Anson. Nel 1773, alla morte di suo zio Thomas Anson (fratello di Lord Anson), egli ereditò tutte le proprietà accumulate da Lord Anson, compreso il seggio di Shugborough Hall nello Staffordshire. Lo stesso anno, dietro nomina reale, assunse il nome di Anson in luogo di Adams. Suo figlio maggiore Thomas Anson rappresentò Lichfield alla House of Commons come deputato del Whig dal 1789 al 1806. In quest'ultimo anno venne elevato al titolo di Baron Soberton, di Soberton nella Contea di Southampton, e Viscount Anson, di Shugborough e Orgreave nella Contea di Stafford.

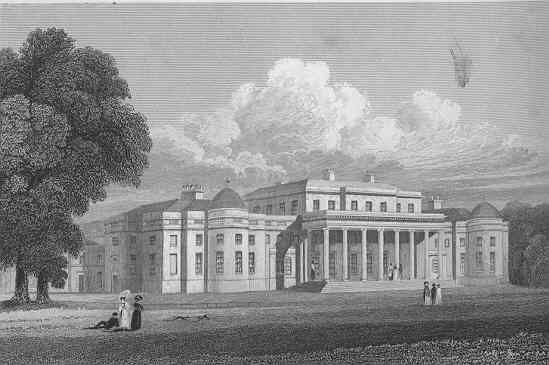
Shugborough Hall, la sede della famiglia Anson.

Gli succedette il figlio maggiore come II Visconte. Egli fu anche un politico del partito Whig e fu deputato del  Master of the Buckhounds dal 1830 al 1834 e  Postmaster General dal 1835 al 1841. Nel 1831 venne creato Conte di Lichfield, di Lichfield nella Contea di Stafford, da Guglielmo IV. Alla sua morte il titolo passò al suo figlio maggiore che fu il II Conte. Egli rappresentò Lichfield nel Parlamento britannico. Il titolo passò di padre in figlio fino alla morte di suo nipote, il IV Conte, nel 1960. A quest'ultimo succedette il nipote, il V Conte, l'unico figlio del tenente colonnello  Thomas William Arnold Anson, Visconte Anson (1913-1958), figlio maggiore del IV Conte. Noto professionalmente come Patrick Lichfield, egli fu un fotografo di successo. Nel 2007 era detenuto dal suo unico figlio, VI Conte, che gli succedette nel 2005.
Diversi altri membri della famiglia Anson hanno ottenuto dei privilegi. Sir George Anson, fratello minore del I Visconte, fu un generale dell'esercito e rappresentò Lichfield alla House of Commons. Suo figlio Talavera Vernon Anson (1809-1895) fu un ammiraglio della Royal Navy. William Anson (1772-1847), fratello minore del I Visconte, fu creato baronetto nel 1831 . Il reverendo Frederick Anson (1779-1867), fratello minore del I Visconte, fu Dean della Diocesi di Chester. George Anson, secondo figlio del I Visconte, fu un importante militare e politico. Augustus Anson, terzo figlio del I Conte, fu un membro del Parlamento e insignito della Victoria Cross. Adelbert John Robert Anson (1840-1909), quarto e minore dei figli del I Conte, fu  Bishop of Qu'Apelle in Canada. Sir George Augustus Anson (1857-1947), secondo figlio del II Conte, fu tenente colonnello nell'esercito.
Il titolo di cortesia del primogenito del Conte è Viscount Anson.
La famiglia ha sede a Shugborough Hall, Staffordshire, a circa 23 chilometri dalla città di Lichfield.

## Conte di Lichfield, Prima creazione (1645)
- Charles Stewart (1639–1672), creato I Conte di Lichfield nel 1645

## Lee Baronetti, di Quarendon (1611)
- Sir Henry Lee, 1st Baronet (d. 1631)
- Sir Francis Henry Lee, 2nd Baronet (1616-1639)
- Sir Henry Lee, 3rd Baronet (1637-1658)
- Sir Francis Henry Lee, 4th Baronet (1639-1667)
- Sir Edward Henry Lee, V Baronetto (1663-1716) (creato I Conte di Lichfield nel 1674)

## Conti di Lichfield, Seconda creazione (1674)
- Edward Henry Lee, V Baronetto, I Conte di Lichfield (1663-1716)
- George Henry Lee, VI Baronetto, II Conte di Lichfield (1690-1742)
- George Henry Lee, VII Baronetto, III Conte di Lichfield (1718-1772)
- Robert Lee, VIII Baronetto IV conte di Lichfield (1706-1776)

## Viscounti Anson (1806)
- Thomas Anson, I visconte Anson (1767-1818)
- Thomas William Anson, II visconte Anson (1795-1854) (creato Earl of Lichfield in 1831)

## Conti di Lichfield, Terza creazione (1831)
- Thomas William Anson, I conte di Lichfield (1795-1854)
- Thomas George Anson, II conte di Lichfield (1825-1892)
- Thomas Francis Anson, III conte di Lichfield (1856-1918)
- Thomas Edward Anson, IV conte di Lichfield (1883-1960)
- Thomas Patrick John Anson,  V conte di Lichfield (1939-2005)
- Thomas William Robert Hugh Anson, VI conte di Lichfield (n. 1978)